# Le marchand de sable qui passe
Le marchand de sable qui passe (Frans voor Klaas Vaak komt langs) is een compositie van de Franse componist Albert Roussel bij het gelijknamige toneelstuk van Georges Jean-Aubry, dat voor het eerst eind 1908 werd opgevoerd in de Salle de l'Enseignement in Le Havre. Roussel schreef een vierdelig werkje dat sprookjesachtig klinkt en goed past bij dit pantomime toneelstuk. Het is opgedragen aan Suzanne Berchut, een beroemd zangeres aan het begin van de 20e eeuw.
De vier delen zijn:
1. Prélude
2. Scene 2
3. Interlude et Scene 4
4. Scene finale

## Orkestratie
- 1 dwarsfluit, 1 klarinet, 1 hoorn
- 1 harp
- strijkkwartet (2 violen, altviool, cello)
- eventueel uit te breiden met strijkorkest

## Discografie
- Uitgave Naxos: Royal Scottish National Orchestra o.l.v. Stéphane Denève
- Uitgave Praga: het Tsjechisch nonet